# Buk na Ždánově
Buk na Ždánově je památný strom u vsi Nezdice na Šumavě v okrese Klatovy, severovýchodně od Kašperských Hor. Buk lesní (Fagus sylvatica) roste v lesním oddíle č. 249a na západním svahu hory Ždánov. Obvod jeho kmene měří 520 cm a koruna stromu dosahuje do výšky 20 m (měření 1992). Buk je chráněn od roku 1992 pro svůj vzrůst, genetickou hodnotu a jako krajinná dominanta.

## Stromy v okolí
- † Albrechtický topol
- Javor klen na Podlesí (5,4 km jz.)
- Lípa na Podlesí (5,1 km jz.)
- Lípa v Albrechticích (5,6 km ssz.)
- Lípy na Červené (3,5 km j.)
- Radešovská lípa (6,0 km z.)
- Skupina lip na Podlesí (5,3 km jz.)
- Skupina javorů Ždánov (140 m jz.)
- Ždánovská lípa (580 m jz.)